# Ophthalmodynamographie
Die Ophthalmodynamographie (von óphtalmós, ὀφθαλμός, griech.: Auge; dynamis, δύναμις, griech.: Kraft und graphein, γράφειν, griech.: beschreiben) ist die Registrierung von Blutdruck und Pulswellengeschwindigkeit in der Arteria ophthalmica und damit des Arteriendruckes in der Netzhaut.
Mit Hilfe eines (von Bailliart entwickelten) Ophthalmodynamometers, einer dem Augapfel (Bulbus oculi) und den Rändern der knöchernen Augenhöhle (Orbita) straff aufliegenden Ballon-Druckkammer, wird der Druck im Auge erhöht. Der daraus resultierende Bulbus-Orbita-Puls wird oszillographisch registriert.
Das Verfahren dient auch zur Diagnostik einer Mangeldurchblutung des Gehirns.